# 예에 나알들루시
예에 나알들루시(나바호어: yee naaldlooshii)는 나바호족의 요술사의 일종이다. 영어로는 스킨워커(skin-walker)라고도 한다.
나바호어로 "예에 나알들루시"는 "그것과 함께, 그는 네 발로 기어다닌다"라는 뜻이다. 예에 나알들루시는 나바호의 공포스러운 전설 중 가장 잘 알려진 것이다. 나바호 요술에는 물건을 저주하는 "아다가시"[’adagąsh], 광란을 치유하는 아즈히티[’azhįtee], 그리고 동물로 둔갑하는 안티이흐니[’ánti’įhnii]가 있는데, 이 중 안티이흐니를 행하는 요술사가 예에 나알들루시가 된다. 일부 전승에서는 이들을 "순수악"이라는 뜻의 "클리즈야티"[clizyati]라고도 부르는데, 친족살해, 근친상간, 시체성애를 마다치 않는 말종들이기 때문이다. 요술에 귀의함으로써 자신의 인간성이 파괴되기에 이렇게 된다고 한다.
안티이흐니는 문화적 금기를 깸으로써 초자연적 능력을 얻는 것이다. 예에 나알들루시가 되기 위해서는 요술사 집단에 입회해야 하는데, 이 집단은 서양 악마숭배자들의 검은 미사의 나바호 버전이라고 보면 된다.
나바호족은 외부인에게 예에 나알들루시와 관련된 얘기를 하길 꺼리고, 밤에는 관련된 얘기조차 잘 하지 않으려 한다. 때론 이들이 집 문을 부수고 들어와 안의 사람을 해치기도 한다. 창문을 두드리거나 지붕 위를 기어 올라가기도 하며, 때로는 짐승 같은 모습의 그림자가 창밖에 서서 안을 들여다보기 도 한다. 이들은 빠르고 민첩하며 잡는 것은 불가능하다. 만일 예에 나알들루시의 정체를 알고 있다면, 그 사람의 진짜 이름을 말해야 한다. 그러면 그 사람은 3일 안에 자신이 저지른 죄값으로 인해 병에 걸리거나 죽는다.

## 같이 보기
- 늑대인간